# 张洪杰
张洪杰（1953年9月22日—）是一位中国化学家。

## 生平
生于吉林榆树，籍贯吉林长春。1978年毕业于北京大学化学系，1985年在中国科学院长春应用化学研究所获硕士学位，1993年在法国波尔多第一大学获博士学位。1985年至1989年及1993年至1994年任中国科学院长春应用化学研究所助理研究员。1994年12月至今，任中国科学院长春应用化学研究所研究员。
2013年当选为中国科学院院士。2015年11月，当选为发展中国家科学院（TWAS）院士。